# Extended Play: Live at Birdland
Extended Play: Live at Birdland är ett livealbum av Dave Holland Quintet, utgivet 2003 av ECM Records. Skivan spelades in på New Yorks kända jazzklubb Birdland i november 2001.

## Låtlista
Alla låtar är skrivna av Dave Holland om inget annat anges.
- CD 1

1. "The Balance" – 21:00
2. "High Wire" (Chris Potter) – 15:18
3. "Jugglers Parade" – 18:26
4. "Make Believe" – 6:42
5. "Free for All" – 10:18

- CD 2

1. "Claressence" – 17:18
2. "Prime Directive" – 12:59
3. "Bedouin Trail" – 12:26
4. "Metamorphos" (Robin Eubanks) – 20:10

## Medverkande
- Chris Potter – sopran-, alt- och tenorsaxofon
- Robin Eubanks – trombon, koskälla
- Steve Nelson – vibrafon, marimba
- Billy Kilson – trummor
- Dave Holland – kontrabas